# Picibanil
Picibanil é uma mistura de estreptococos do grupo A com propriedades anti-neoplásicas utilizado no tratamento de higroma cístico (linfangioma).